# Alexandria da Trôade
Alexandria da Trôade (em grego: Αλεξάνδρεια Τρῳάς; romaniz.: Tróas) foi uma cidade da Trôade, e é uma das várias cidades cujo nome homenageia Alexandre, o Grande.

## História
A cidade foi fundada por Antígono Monoftalmo, com o nome Antigônia. Antígono reuniu na cidade dois povos que eram inimigos, os de Cebrênia e os de Escépsis.
Lisímaco mudou seu nome para Alexandria, por considerar um ato de impiedade que os sucessores de Alexandre fundassem cidades com o próprio nome em vez de homenagear Alexandre. Lisímaco permitiu que os naturais de Escépsia voltassem ao seu território, e manteve os de Cebrênia em Alexandria.
Na época de Estrabão, a cidade tinha uma colônia romana.